# Ministerstvo plánování České socialistické republiky
Ministerstvo plánování České socialistické republiky bylo od 8. ledna 1969 do 31. prosince 1970 ústředním orgánem státní správy České socialistické republiky. Od 1. ledna 1971 ho nahradila Česká plánovací komise, která zanikla v dubnu 1988, když vznikla Česká komise pro plánování a vědeckotechnický rozvoj. Tato komise zanikla v srpnu 1990 a její působnost přešla na ministerstvo pro hospodářskou politiku a rozvoj.

## Vývoj
Ministerstvo plánování České socialistické republiky bylo od 8. ledna 1969 do 31. prosince 1970 ústředním orgánem státní správy pro souhrnné plánování rozvoje hospodářství republiky. Ministerstvo plánování zpracovávalo a předkládalo vládě České socialistické republiky návrhy národohospodářských plánů republiky, organizovalo podle směrnic vlády České socialistické republiky postup plánovacích prací a stanovilo se souhlasem vlády České socialistické republiky podklady, které mu byly povinny ostatní orgány, popř. organizace předkládat, a způsob jejich předkládání.
Od 1. ledna 1971 fungovala Česká plánovací komise (ČPK) jako ústřední orgán státní správy pro národohospodářské plánování rozvoje republiky. Česká plánovací komise se skládala z předsedy, kterým byl místopředseda vlády České socialistické republiky, a z dalších členů, které jmenovala a odvolávala vláda České socialistické republiky. S účinností od 21. dubna 1988 byla Česká plánovací komise zrušena a od stejného dne fungovala Česká komise pro plánování a vědeckotechnický rozvoj jako ústřední orgán státní správy na úseku plánování (včetně plánování práce, mezd a vývoje cen) a na úseku vědeckotechnického rozvoje. Česká komise pro plánování a vědeckotechnický rozvoj se skládala z předsedy, kterým byl místopředseda vlády České socialistické republiky, a z dalších členů. Předsedu České komise pro plánování a vědeckotechnický rozvoj jmenovalo a odvolávalo předsednictvo České národní rady, další členy České komise pro plánování a vědeckotechnický rozvoj jmenovala a odvolávala vláda České socialistické republiky. S účinností od 1. srpna 1990 byla Česká komise pro plánování a vědeckotechnický rozvoj zrušena a její dosavadní působnost přešla na ministerstvo pro hospodářskou politiku a rozvoj.

## Ministři a předsedové
- Ministr plánování:
  - Drahomír Dvořák, 8. ledna 1969 – 29. září 1969[5]
  - Stanislav Rázl, 29. září 1969 – 3. ledna 1971[6][7]
- Předsedové České plánovací komise:
  - Stanislav Rázl, 3. ledna 1971 – 18. června 1986[7][8][9]
  - Zdeněk Krč, 20. června 1983 – 21. prosince 1987[10]
  - Bohumil Urban, 21. prosince 1987 – 21. dubna 1988[10]
- Předsedové České komise pro plánování a vědeckotechnický rozvoj
  - Bohumil Urban, 21. dubna 1988 – 12. října 1988[10][11]
  - Miroslav Toman, 12. října 1988 – 6. února 1990[10][12]
  - František Vlasák, 6. února 1990 – 20. července 1990[13][14]

## Poznámka
1. ↑  Podle současné terminologie správního práva se jednalo o správní úřad.